# 塔沃拉臘王國

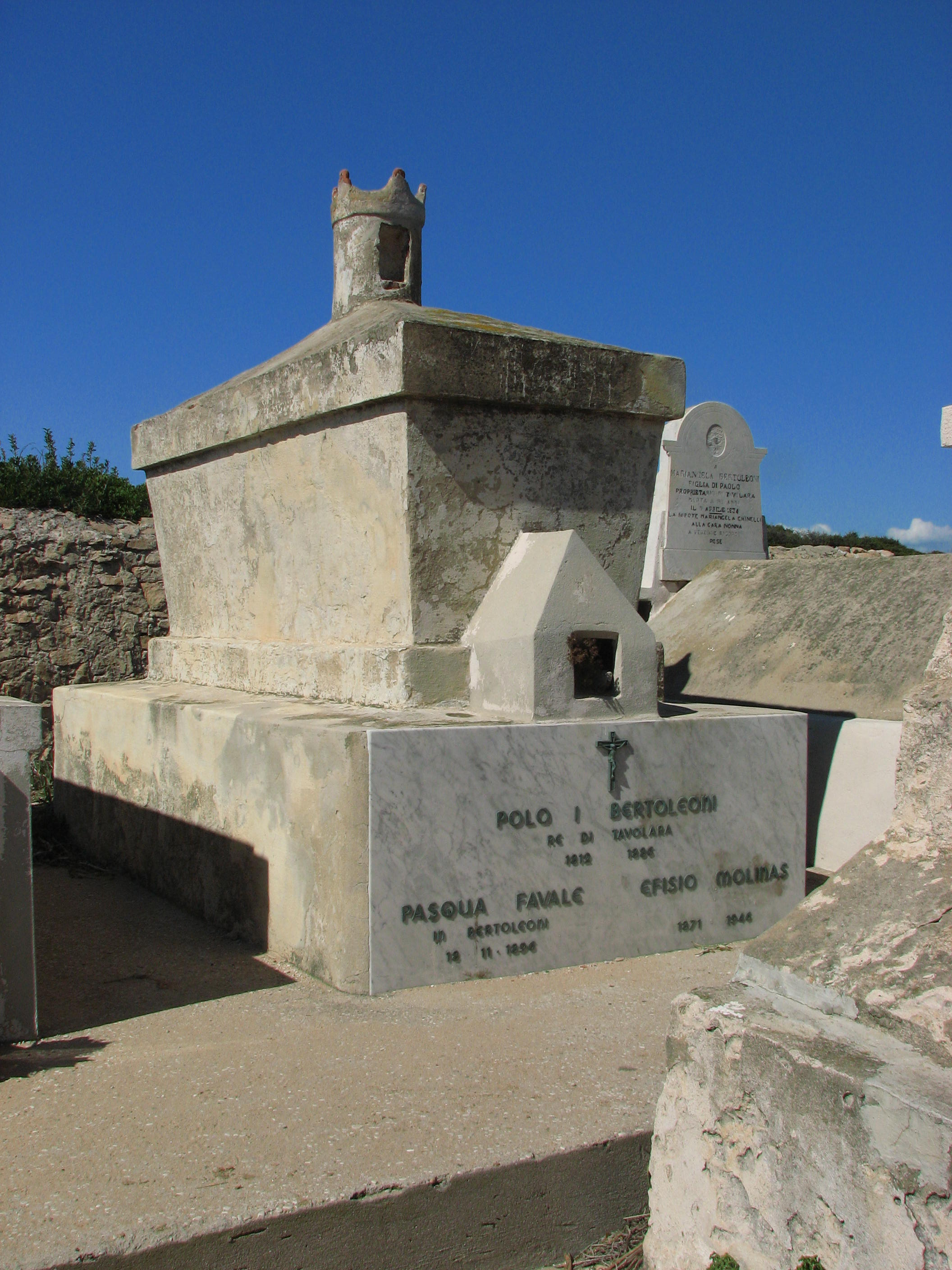
塔沃拉臘皇家墳墓。

塔沃拉臘王國（義大利語：Regno di Tavolara）是一個在19世紀和20世紀在塔沃拉臘島宣布獨立的王國，該島位於薩丁尼亞島的東北方。塔沃拉臘王國由貝托雷尼家族建立，據稱曾得到薩丁尼亞王國國王卡洛·阿爾貝托的承認。其宣稱自己為世界上最小的王國。

## 歷史
1807年，朱塞佩·貝托雷尼（Giuseppe Bertoleoni）最早移居至該島。1836年，薩丁尼亞王國國王卡洛·阿爾貝托至該島上捕獵山羊，受到朱塞佩的兒子保羅的熱情款待。卡洛離開之後宣佈了塔沃拉臘島的獨立地位，並將一份薩沃依王室的卷軸授予保羅，確立了島國的君主政體。擔任君主的朱塞佩在1840年代過世，其後，他的長子繼承君主的稱號，為「國王」保羅一世（"King" Paolo I）。
在保羅一世的統治期間，義大利政府於1861年在該島的東北端花費1.2萬里拉建造了一座燈塔，並於1868年開始運營。
保羅一世在1886年逝世，隨後許多報紙都報導了他的遺囑－根據他的遺囑，該島已成為一個共和國。紐約時報於當時描述了該共和政府（隨後由意大利於1887年承認），其總統跟六人組成的議會皆由島上人民選出，任期為六年。亦有報導提到了塔沃拉臘在1896年舉辦所謂的第三次總統選舉。然而，這些報導並沒有結束貝托雷尼家族的「王國」。
塔沃拉臘的第三任國王是卡羅一世（Carlo I），在保羅一世之子「國王」保羅二世（"King" Paolo II）於1928年逝世後即位。然而，保羅早已出國，在他離開時留下了卡羅的妹妹瑪麗安格拉（Mariangela Bertoleoni）作為攝政王。瑪麗安格拉於1934年去世，將「王國」留給了意大利。
瑪麗安格拉的姪子保羅二世持續宣稱這個王國的獨立性，直到他1962年去世；同年北約的軍事設施入駐該島。
現任的貝托雷尼家族領袖是托尼諾·貝托雷尼（Tonino Bertoleoni），在島上經營一家名為「Da Tonino」的餐廳。
保羅一世的墓就位於島上的墓地，頂部是一頂皇冠。

## 外部鏈結
- 塔沃拉臘國旗 （页面存档备份，存于）
- BBC：世上最小的王國 （页面存档备份，存于）